# Heaven & Hot Rods
Heaven & Hot Rods è un brano musicale del gruppo musicale statunitense Stone Temple Pilots, proveniente dal loro quarto album in studio No. 4 (1999).

## Classifiche
| Classifica (2000)             | Posizione massima |
| ----------------------------- | ----------------- |
| Stati Uniti (alternative)     | 30                |
| Stati Uniti (mainstream rock) | 17                |